# Owstin
Owstin ist ein Ortsteil der Stadt Gützkow im Landkreis Vorpommern-Greifswald. Der Ort hat 78 Einwohner (Stand: 31. Dezember 2015).
Owstin liegt etwa 3,5 Kilometer östlich von Gützkow und 1,5 Kilometer südlich der Bundesstraße 111.

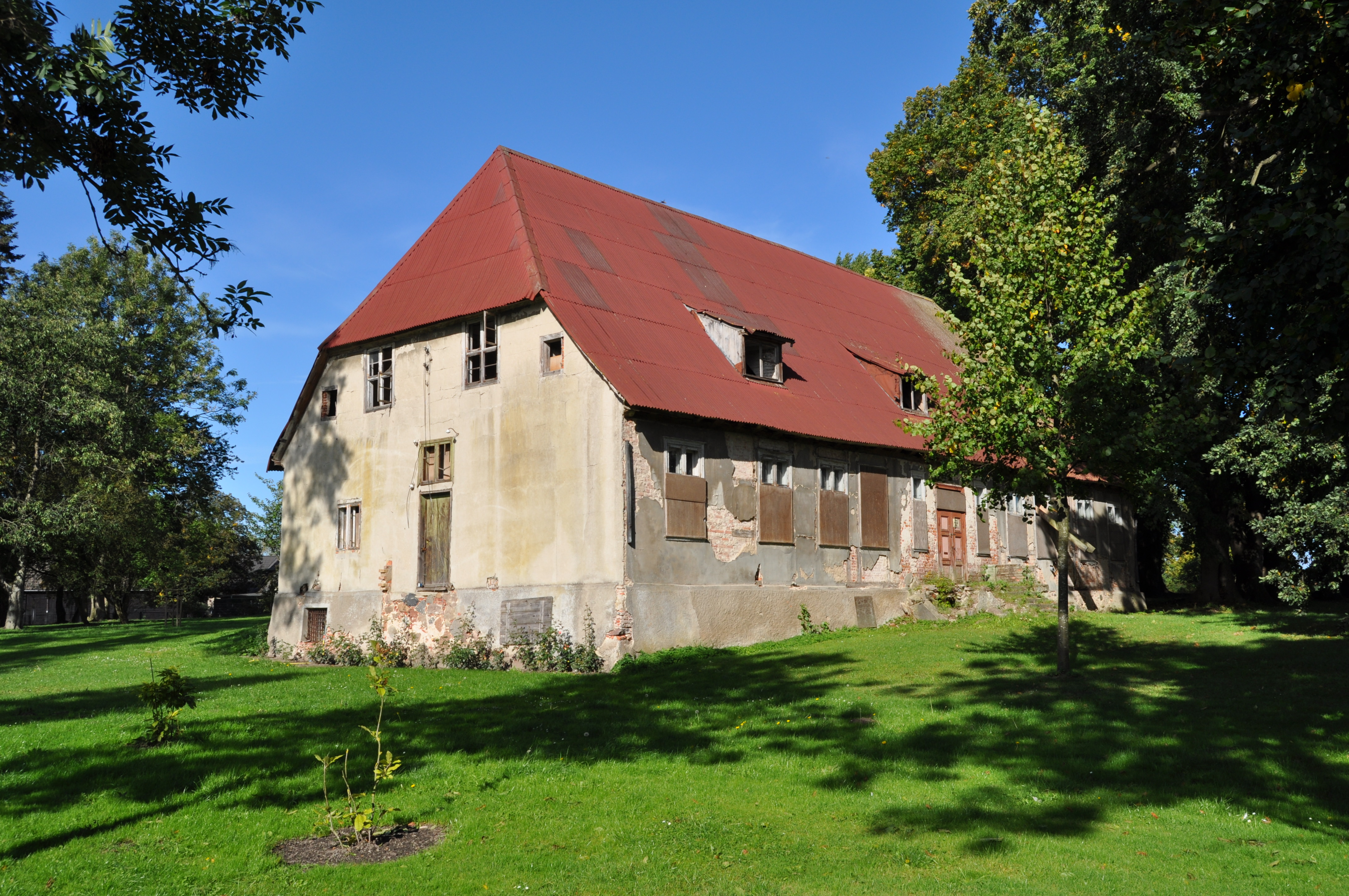
Gutshaus Owstin

## Geschichte
Owstin wurde 1327 erstmals urkundlich als „Owstyn“ genannt. Der Name bedeutet im slawischen Schafstall – in der Nähe wurden mehrere spätslawische (1000 bis 1200) Siedlungen nachgewiesen. Auch ein frühdeutscher Turmhügel mit Graben befindet sich auf dem Gutsgelände.
Der Ort wurde 1353 als Awstin in einer Urkunde des Grafen Johann von Gützkow erwähnt, in der dieser Rechte und Verleihungen der Stadt Gützkow bestätigte. Der Ort war zu dieser Zeit wahrscheinlich bereits im Lehensbesitz der ritterschaftlichen Familie von Owstin, die zu den Vasallen der Grafen gehörte.
Am Sonnabend von Invocavit 1485 erhielten Hans und Claus Owstin auf ihre Bitte von Herzog Bogislaw X. von Pommern die Belehnungsurkunde für Owstin und ihre weiteren Güter. 1646 musste Joachim Kuno von Owstin den Ort und weitere Besitzungen an Berendt von Wolffradt verpfänden. Ein Zweig der Familie von Owstin war seit etwa 1470 in dem benachbarten Quilow ansässig. 1670 wurde Owstin endgültig an die Wolffradts abgetreten. Diese ließen um 1700 ein eingeschossiges Gutshaus errichten, das Anfang des 19. Jahrhunderts umgebaut wurde. Letzter Besitzer aus der männlichen Linie der Familie war Hermann Wilhelm von Wolffradt (1816–1841). Dieser verfügte testamentarisch die Einrichtung eines Fideikommiss zu dessen Nutznießer er seinen Vetter Achim von Voß (1837–1904) bestimmte der seit 1847 nach mecklenburgisch-strelitzsche Genehmigung den Doppelnamen Voß-Wolffradt tragen durfte. Dieser übernahm 1863 unter dem Namen von Voß-Wolffradt, entsprechend der testamentarischen Verfügung, die Bewirtschaftung des Hauptgutes Lüssow mit den Pertinenzen Owstin, Consages, Klein Polzin, und Pentin. Letztere Pertinenz wurde aber bald verkauft. 1905 war der Umfang von Gut Owstin 314 ha, Hauptsitz des Oberleutnants von Voss-Wolffradt blieb Lüssow. Der Pächter jener Zeit war L. Kolbe.

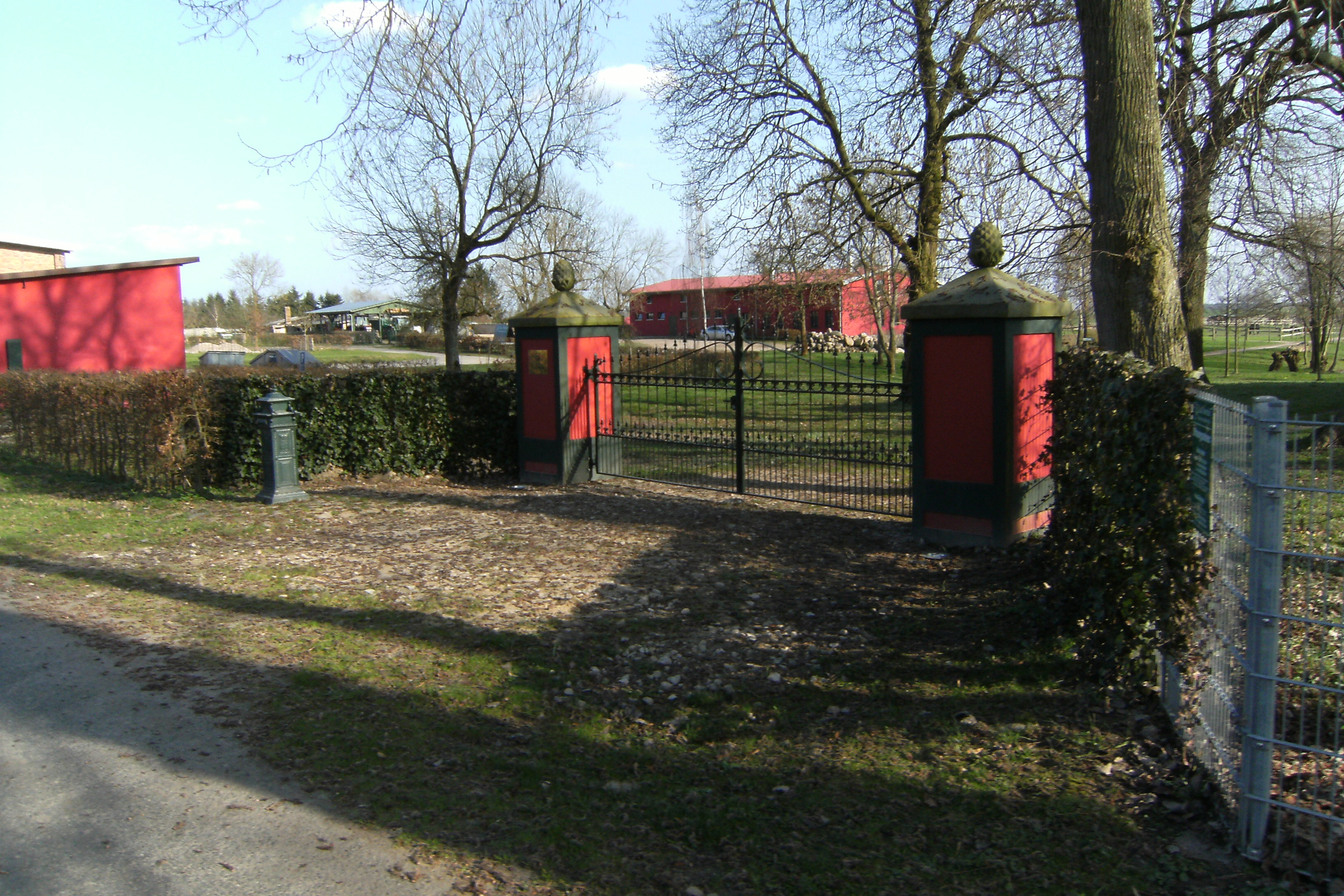
Gut Owstin mit Tor

1934 musste Kammerherr von Voß-Wolfradt wegen hoher Schulden einen Teil des Ackers von Owstin an die Siedlungsgesellschaft verkaufen, dieser wurde in 12 Bauernhöfe mit je 15 Hektar aufgesiedelt. Es verblieb ein Resthof von ca. 100 ha, den der jüngste Sohn, Victor von Voß-Wolfradt, bewirtschaftete. Vicco von Voß betreute 1939 nach dem letztmals amtlich publizierten Güter-Adressbuch-Pommern noch 119 ha. Die Titulatur Rittergut war entfallen, es war offiziell ein Erbhof auf dem eine intensiver Schaftsviehbetrieb bewirtschaftet wurde. Die Familie von Voß-Wolffradt blieb bis zu ihrer Enteignung 1945 im Besitz des Gutes. 1945 wurde dann durch die Bodenreform auch der Resthof zu Höfen von ca. 6 ha aufgesiedelt.

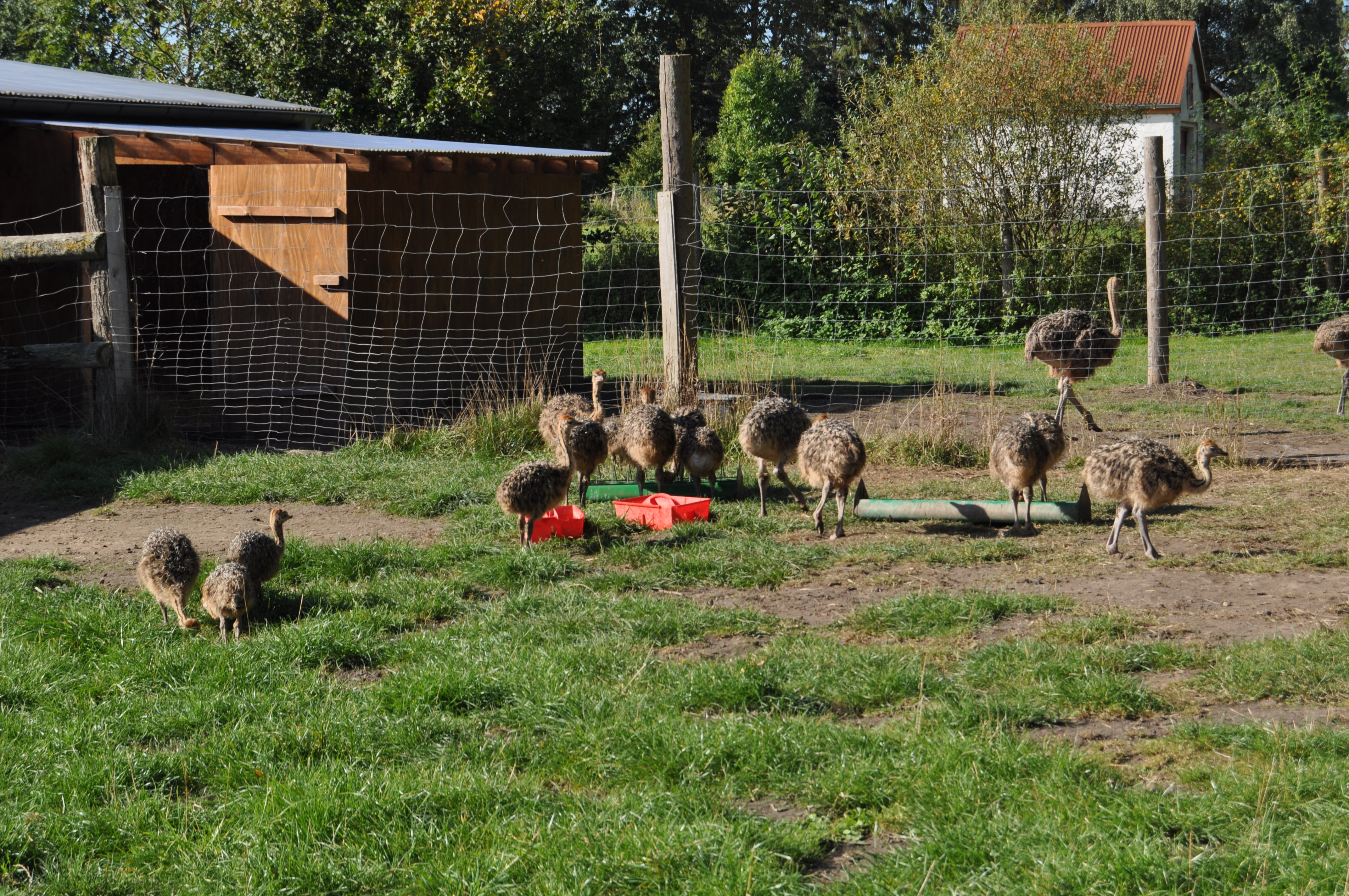
Straußenküken im Gut Owstin

Am 24. August 1961 wurde Owstin nach Gützkow eingemeindet. Diese Eingemeindung nach Gützkow erfolgte im Gegensatz zu Pentin nicht 1928 bei der Auflösung der Gutsbezirke, weil es verwaltungsmäßig mit Lüssow verbunden war und erst mit Einführung der Gemeindereform in der DDR wurde der Ort nach Gützkow orientiert.
1959 erfolgte die Gründung der LPG Typ I mit dem Namen „16. November“ der sich erst einmal 4 Siedler anschlossen. 1960 folgten dann die übrigen Bauern dem Zusammenschluss in LPG Typ I. 1975 vereinigte sich die LPG Owstin mit der LPG Ranzin. Aber schon 1976 wurde Owstin dann der LPG Gützkow Typ III und wieder ein Jahr später der LPG (P) Gützkow zugeordnet.
Nach 1999 kam das Gut mit dem Gutshaus, Park und den Wirtschaftsgebäuden wieder in Privatbesitz. Seit 2001 werden in Owstin afrikanische Strauße zur Fleischproduktion gezüchtet und in einem eigenen Schlachtbetrieb mit Hofladen vermarktet.
Owstin hatte am 31. Dezember 2014 77 Einwohner mit Hauptwohnung und 1 mit Nebenwohnung.
Owstin hatte am 31. Dezember 2015 77 Einwohner mit Hauptwohnung und 1 mit Nebenwohnung, also unverändert zum Vorjahr.

## Sehenswürdigkeiten
→ Siehe: Liste der Baudenkmale in Gützkow
- Das Gutshaus ist ein eingeschossiges Gebäude. Der auf der Parkseite neunachsige, auf der Hofseite elfachsige Fachwerkbau steht auf einem Feldsteinfundament und hat einen Keller mit Tonnengewölbe. In der Parkseite des Krüppelwalmdaches befanden sich vier Fledermausgauben.[9][10]
- Um 1900 wurden drei eingeschossige siebenachsige Landarbeiterhäuser in Backstein errichtet. Sie besitzen hohe, spitze, an den Giebelseiten hochgezogene Walmdächer.[9]
- Seit 2001 werden auf dem Gut Owstin afrikanische Strauße und Wasserbüffel gehalten. Besucher können den Betrieb zu den Öffnungszeiten besichtigen und im Gutsladen einkaufen. Die Wirtschaftsgebäude wurden aufwändig restauriert. Auch alle Anlagen, z. B. Parkteich mit schwarzen Schwänen, der Turmhügel und die Straußengehege, auch der örtliche Friedhof in der Nähe des Gutes, wurden hergerichtet.[11]